# (74267) 1998 SY107
(74267) 1998 SY107 – planetoida z pasa głównego asteroid okrążająca Słońce w ciągu 4,38 lat w średniej odległości 2,68 j.a. Odkryta 26 września 1998 roku.